# Jefe de Secretaría de Irlanda
El Jefe de Secretaría era el administrador de llaves del estado en la administración Británica en Irlanda. Él era en teoría el segundo en la administración del Señor Teniente pero desde comienzos del siglo XIX hacia adelante el oficio frecuentemente eclipsó al nominalmente oficio superior, finalmente terminando con un asiento en el gabinete Británico. El oficio fue abolído en 1922. Su rol gubernamental fue incorporado dentro del Departamento del Presidente del Consejo Ejecutivo del Estado Libre Irlandés (hoy en día Departamento del Taoiseach).
- Datos: Q251724